# Chanéac

Chanéac este o comună în departamentul Ardèche din sud-estul Franței. În 1 ianuarie 2022 avea o populație de 262 de locuitori.